# یورو فایتر
یورو فایتر (انگلیسی: Eurofighter) شرکت هوافضای آلمانی است، که در سال ۱۹۸۶ تأسیس شد.